# Impasse mexicaine
 (novembre 2024).
Si vous disposez d'ouvrages ou d'articles de référence ou si vous connaissez des sites web de qualité traitant du thème abordé ici, merci de compléter l'article en donnant les références utiles à sa vérifiabilité et en les liant à la section « Notes et références ».

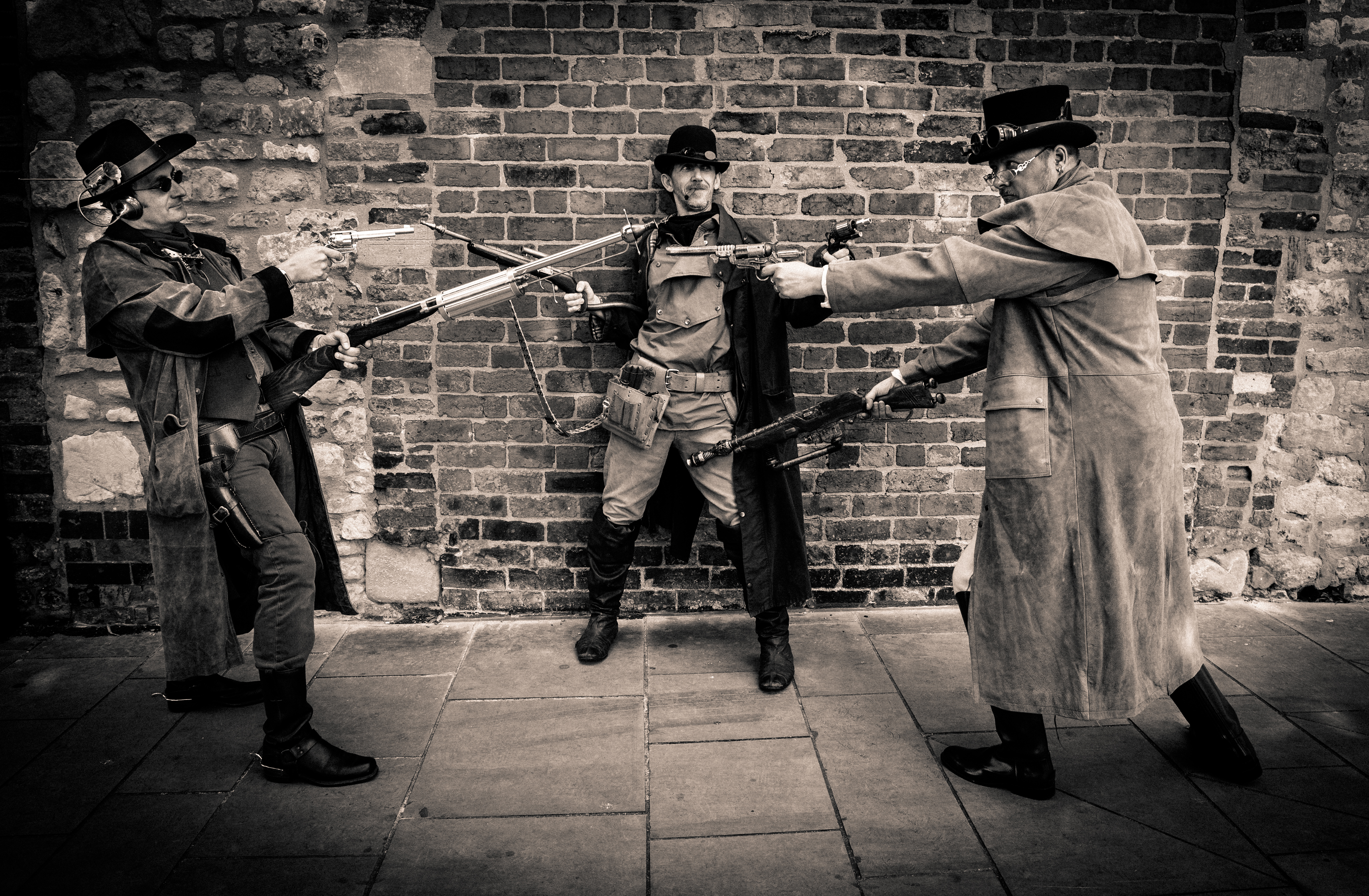
Trois hommes pointant des armes à feu dans une apparente impasse mexicaine.

L’impasse mexicaine (en anglais : Mexican standoff) (en espagnol : duelo mexicano, duelo a la mexicana, punto muerto mexicano, tablas mexicanas) est, au sens strict, une situation dans laquelle au moins trois individus ou groupes d'individus se menacent mutuellement, et où aucun n'a intérêt à attaquer le premier car éliminer un de ses opposants mettrait en danger l'attaquant vis-à-vis de ses antagonistes. La stratégie gagnante consiste à attendre qu'un autre agisse, bloquant ainsi toute action,.
Par extension, cette expression désigne toute situation où les acteurs ont intérêt à maintenir le statu quo, y compris lorsque celui-ci leur est défavorable, plutôt que de tenter un mouvement qui risquerait d'aggraver la situation. La difficulté vient du fait que revenir en arrière pour sortir de la situation est aussi dangereux que d'essayer d'avancer (exemple de la crise des missiles de Cuba, ou l'incident de l'U2). Le point important est la force égale des parties prenantes.
Il ne faut pas confondre l'impasse mexicaine avec le truel (« duel à trois »), où le blocage mutuel n'existe pas car les trois personnages n'ont pas la même connaissance du rapport des forces en présence.
Le terme « impasse mexicaine » était à l'origine utilisé dans le contexte de l'utilisation d'armes à feu et implique encore aujourd'hui couramment une situation dans laquelle les parties font face à une forme de menace de la part des autres parties.
Au cinéma, l'impasse mexicaine est une figure de style récurrente dans laquelle plusieurs personnages armés se tiennent mutuellement en joue sous la menace de leurs armes.

## Histoire
Le terme en anglais est répertorié pour la première fois en Australie au 19e siècle pour désigner la situation politique mexicaine de 1857 où tout les groupes politiques mexicains (juaristes, libéraux radicaux, militaires et conservateurs monarchistes) se retrouvèrent dans une situation similaires ; ainsi la situation était désavantageuse pour chacun.
D'autres sources affirment que ce terme vient des bandits à la suite de la guerre américano-mexicaine[réf. nécessaire].

## Utilisation et exemples dans la culture populaire

### Cinéma
Le terme est fréquemment utilisé dans la culture populaire, notamment au cinéma. Les films d'action et leurs dérivés ont parfois recours à ce procédé qui tend à intensifier le caractère dramatique d'une scène-clé entre protagonistes et antagonistes.
- L'affrontement final entre Blondin, Sentenza et Tuco à Sad Hill dans Le Bon, la Brute et le Truand (1966) de Sergio Leone.
- Le cinéma hongkongais, avec John Woo (The Killer en 1989, À toute épreuve en 1992, Hard Target en 1993 ou Volte-Face en 1997), Ringo Lam (City on Fire en 1987) et d'autres comme Johnnie Tô, qui l'utilisent fréquemment.
- Cette impasse se retrouve à trois reprises dans la pièce The Lieutenant of Inishmore (en) (2001) de Martin McDonagh.
- Certains réalisateurs américains ne cachent pas l'influence que des réalisateurs hongkongais ont eu dans la création de leurs films, à commencer par Quentin Tarantino (Reservoir Dogs en 1992, Pulp Fiction en 1994, Inglourious Basterds en 2009 et Django Unchained en 2012) ou encore Tony Scott (True Romance en 1993).
- Dans Pirates des Caraïbes : Le Secret du coffre maudit (2006) où Jack Sparrow, William Turner et James Norrington s'affronter dans l'île des Quatre Vents pour prendre le coffre de Davy Jones, chacun dans un intérêt qui lui est propre. Ils sont rejoints par l'équipage du Hollandais Volant.
- Dans Transformers 3 : La Face cachée de la Lune (2011), les Autobots Ironhide et Sideswipe se retrouvent dans une impasse mexicaine avec deux Decepticons, ce que Sideswipe ne manque pas de faire remarquer (« Un petit face-à-face genre impasse mexicaine ? »).
- Dans Hunger Games (2012), le final du premier[Quoi ?] sur la corne d'abondance y ressemble beaucoup.

Parfois, le nombre de personnes y prenant part augmente.
- C'est le cas dans Pirates des Caraïbes 3 (2007) où cinq personnes se tiennent mutuellement en joue.
- Plus significativement, dans le troisième volet de Matrix (2003), une douzaine de personnes se retrouve au cœur d'une impasse mexicaine, quand Trinity s'infiltre chez le Mérovingien.

### Télévision
- Lors de la deuxième saison de la série française Braquo, les personnages d'Eddy Caplan (Jean-Hugues Anglade), Walter Morlighem (Joseph Malerba), Aymeric Dantin (François Levantal) et Jonas Luanda (Hubert Koundé) se retrouvent dans une impasse mexicaine pour se disputer un fusil d'assaut volé dans une entreprise d'armement.
- Dans la série True Detective, Vince Vaughn se retrouve dans une situation d'impasse mexicaine où il fait remarquer que ses adversaires sont de vrais Mexicains.
- Dans Person of Interest, l'usage de l'impasse mexicaine est très fréquent, les guerres de gangs et les affrontements armés formant la base de la série. Dans l'épisode 10 de la saison 4, les protagonistes se retrouvent en file indienne avec des agents de Samaritain, se menaçant avec leurs armes.
- Les séries Dark Matter et Battlestar Galactica (saison 2, épisode 4) usent aussi de ce procédé.
- Dans la série The Big Bang Theory (saison 9, épisode 6), Sheldon et Léonard achètent de l'hélium liquide au marché noir pour faire une expérience scientifique. Au moment d'effectuer la transaction, et alors que tout allait bien se passer, Sheldon prétend montrer qu'il s'agit d'une impasse mexicaine et, en souhaitant le démontrer, pousse la situation à l'escalade.
- Dans la série Psych : Enquêteur malgré lui (Saison 7, Épisode 4 Virée mexicaine) Shawn dit qu'il est dans une impasse mexicaine alors qu'il va simplement se faire tirer dessus.
- Dans la série Numb3rs (saison 5 épisode 10) Charlie, consultant au FBI, élabore une stratégie pour mettre deux groupes de gang armés en conflit, afin de les arrêter. Soit un jeu de trois tireurs : le FBI avec un niveau de 1/3[Quoi ?], le premier groupe de bandits avec 2/3 et le deuxième groupe 3/3  (ici les jeux concernent la manipulation d'outils de télécommunication où les groupes de bandits ont un niveau supérieur à celui du FBI, en piratage de téléphonie mobile). Charlie pirate les deux groupes de bandits et leur fait croire qu'ils disposent des informations l'un sur l'autre. Ils se donnent rendez-vous pour un règlement de compte et le FBI les arrêtent tous.

### Jeux vidéo
- Dans Red Dead Redemption (2010), lors d'une mission à Nuevo Paraíso (reproduction du Mexique) pour le compte de l'ancien pistolero et légende de l'Ouest Landon Ricketts, le personnage principal John Marston, Ricketts, un allemand et plusieurs autres personnages se retrouvent en joue. L'Allemand lance ironiquement : « Et comment cela s'appelle-t-il ? », ce à quoi Landon Ricketts répond avec humour : « Une impasse, mon cher. Une impasse. »
  - également dans son préquel Red Dead Redemption II (2018), lors du final entre John Marston, Micah Bell et Dutch Van der Linde (??????).
- Dans Grand Theft Auto V (2013), lors d'une mission, Michael Townley se retrouve en joue avec deux autres personnes, puis successivement avec des agents de l'I.A.A. et de l'armée.
- Dans World of Warcraft : Shadowlands (2020), lors d'une suite de quête dans la région de Revendreth, un PNJ du nom de Lajos invite le joueur à enquêter sur la présence d'un traître au village de Sombrehavre. Par la suite, Lajos invite Ilka et Samo, les deux suspects potentiels, à une réunion afin de les réunir. Sur place, la situation s'envenime et chacun des trois participants menace tour à tour un autre à l'aide d'une arbalète. Au bout de quelques instants, les trois se tirent dessus simultanément, se tuant l'un l'autre. La quête se conclut avec l'apparition d'une quatrième protagoniste du nom de Rahel, qui révèle au joueur qu'elle est à l'origine de la trahison suspectée par Lajos, ainsi que des rumeurs ayant amené les soupçons sur Ilka et Samo.